# Bring Ya to the Brink
Bring Ya to the Brink es el noveno álbum de estudio de la cantante estadounidense Cyndi Lauper, publicado el 27 de 2008 por Epic Records. Representó su último trabajó con la discográfica, marcando fin a veinticinco años de historia de grabación. Lauper empezó a trabajar en el disco en 2007, y colaboró con Basement Jaxx, Richard Morel, Max Martin, Kleerup, entre otros. El álbum tiene, en general, un ambiente electrónico, mientras mantiene su estilo dance pop.
Luego del lanzamiento de su álbum recopilatorio The Body Acoustic en 2005, Lauper buscó colaboraciones en Estados Unidos, Inglaterra y Suecia. Logrando una muestra representativa de los artistas más destacados en el género dance. Finalmente, trabajó con: Max Martin, Basement Jaxx, Dragonette, Kleerup, Digital Dog, Richard Morel, Jhon Bobäck, Peer Åström, The Scumfrog y Axwell. Todos se unieron a la artista para escribir y producir Bring Ya to the Brink.
Del álbum se publicaron tres sencillos. El primero «Set Your Heart» fue lanzado exclusivamente en Japón, llegando a la décima posición en el Japan Hot 100; a este le siguieron «Same Ol' Story» —como primer sencillo oficial— e «Into the Nightlife» publicados en mayo y septiembre de 2008 respectivamente. Fueron un éxito en Estados Unidos, especialmente en la lista de Dance Club Songs donde llegaron a la primera posición. Para promocionar el álbum, Lauper realizó su décima gira: Bring Ya To The Brink World Tour. Realizó 32 espectáculos, visitando Japón, Europa y Sudamérica.
Tras su publicación, recibió reseñas del álbum fueron positivas. En el aspecto comercial, debutó en la posición 41 del Billboard 200, además recibió una nominación en la 51.ª edición de los Premios Grammy, en la categoría de mejor álbum bailable y/o electrónico, pero perdió frente a Alive 2007 de Daft Punk.

## Información del álbum
A principios de 2007, Cyndi Lauper viajó a Inglaterra y Suiza para trabajar en su nuevo álbum, allí coescribió las canciones con The Scumfrog, Basement Jaxx, Digital Dog, Dragonette, Kleerup y Axwell. Lauper también produjo el álbum en Washington D. C. y así mismo, apareció en los créditos junto con Sheri Lee y Meghan Foley, y las sesiones fotográficas estuvieron a cargo de Stefanie Schneider.

### Gira mundial y promoción
Lauper salió de gira el 23 de septiembre de 2008, en el Bring Ya to the Brink Tour, que recorre los continentes de Asia, Europa y Sudamérica con 32 conciertos en total. 
El álbum se posicionó en el puesto #7 en la lista de los "10 mejores álbumes de 2008" de la revista Attitude Magazine, y también en el puesto #8 en la lista de los "mejores álbumes de pop de 2008", según Amazon.

## Lista de canciones
| Título               | Escritores                                                       | Duración |
| -------------------- | ---------------------------------------------------------------- | -------- |
| «High and Mighty»    | Jesse Houk, Cyndi Lauper                                         | 4:43     |
| «Into the Nightlife» | Peer Åström, Johan Bobäck, Lauper, Max Martin                    | 4:00     |
| «Rocking Chair»      | Félix Buxton, Lauper, Simon Ratcliffe                            | 3:39     |
| «Echo»               | Åström, Bobäck, Lauper, William Wittman                          | 3:55     |
| «Lyfe»               | Roger Fife, M. Greene, Lauper, Sammy Merendino                   | 3:38     |
| «Same Ol' Story»     | Lauper, Richard Morel                                            | 5:54     |
| «Raging Storm»       | Lauper, Morel                                                    | 5:23     |
| «Lay Me Down»        | Andreas Kleerup, Lauper                                          | 3:28     |
| «Give It Up»         | Steve Cornish, Lauper, Nicholas Mace                             | 3:22     |
| «Set Your Heart»     | Victor Carstarphen, Lauper, Gene McFadden, Morel, John Whitehead | 3:42     |
| «Grab a Hold»        | Dan Kurtz, Lauper, Martina Sorbara                               | 3:27     |
| «Rain on Me»         | P. Chou, Axel Hedfors, Alexander Kronlund, Lauper                | 4:24     |

### Bonus en Japón, y edición especial
| Título          | Escritores             | Duración |
| --------------- | ---------------------- | -------- |
| «Got Candy»     | Lauper, Morel          | 3:53     |
| «Can't Breathe» | Chou, Kronlund, Lauper | 3:58     |